# Edvard Hässler
Edvard Yngve Hässler, född 28 april 1911 i Huddinge församling i Stockholms län, död 8 oktober 2010 i Lidingö församling i Stockholms län, var en svensk bokbindare.
Edvard Hässler var son till bokbindarmästaren Knut Hässler och Helena Lind. Efter studier vid Påhlmans handelsinstitut tog han examen där 1928. 1929 gick han in som ägare i Knut Hässlers 
bokbinderi AB. Han var verkställande direktör i Hässlers bokbinderi AB 1935–1978 och Librex bokbinderi AB 1948–1978 samt arbetande styrelseordförande från 1979.
Han var styrelseordförande i Hässler-Sambok AB, ordförande i Mästareföreningen i Stockholm 1952–1962, i Sveriges bokbinderiidkareförening 1962–1974 och vice ordförande i Sveriges bokbinderiidkares arbetsgivarförbund 1962–1976.
Edvard Hässler var från 1940 gift med Greta Eriksson (1913–1972), dotter till lantbrukaren Sven Eriksson och Hanna Jönsson. De fick barnen Anna-Lena (född 1942), gift med förläggaren Hans Isaksson, Åke (född 1943), Solveig (född 1945) och Yngve (född 1950).
Edvard Hässler är begravd på S:t Botvids begravningsplats.

## Utmärkelser
- Riddare av Vasaorden, 6 juni 1970.[5]